# Schutznormtheorie
Die Schutznormtheorie definiert die Voraussetzungen, unter denen ein Rechtssatz ein subjektives öffentliches Recht gewährt. Sie geht zurück auf Ottmar Bühler und wurde von diesem erstmals 1914 in seinem Werk Die subjektiven öffentlichen Rechte und ihr Schutz in der deutschen Verwaltungsrechtsprechung formuliert.  
Artikel 19 Abs. 4 Grundgesetz gewährleistet jedem, der durch den Staat in seinen eigenen Rechten verletzt ist, Zugang zu den Gerichten. 
Es ist in diesem Hinblick jedoch problematisch zu definieren, wann ein eigenes Recht vorliegt. Die herrschende Meinung in Rechtsprechung und Lehre bedient sich hierzu der Schutznormtheorie. Demnach liegt ein subjektives öffentliches Recht vor, wenn die in Rede stehende Norm zumindest auch Individualinteressen zu dienen bestimmt ist. 
Lässt sich dieser Individualschutzzweck nicht eindeutig dem gesetzlichen Wortlaut entnehmen, ist mithilfe der juristischen Auslegungsmethoden der objektive Gehalt des Rechts zu ermitteln. Eine besondere Rolle spielen hierbei die Grundrechte. Deren Grundaussagen sind stets wertend zu berücksichtigen.